# Yaomeng
Yaomeng (kinesiska: 姚孟, 姚孟街道) är en socken i Kina. Den ligger i provinsen Shanxi, i den norra delen av landet, omkring 340 kilometer sydväst om provinshuvudstaden Taiyuan. Antalet invånare är 16 868. Befolkningen består av 7 871 kvinnor och 8 997 män. Barn under 15 år utgör 15,0 %, vuxna 15-64 år 77 %, och äldre över 65 år 6,0 %.
Genomsnittlig årsnederbörd är 639 millimeter. Den regnigaste månaden är juli, med i genomsnitt 166 mm nederbörd, och den torraste är december, med 2 mm nederbörd.